# (11899) Weill
(11899) Weill est un astéroïde de la ceinture principale.

## Description
(11899) Weill est un astéroïde de la ceinture principale. Il fut découvert le 9 avril 1991 à Tautenburg par Freimut Börngen. Il présente une orbite caractérisée par un demi-grand axe de 3,17 UA, une excentricité de 0,02 et une inclinaison de 9,8° par rapport à l'écliptique.
Cet astéroïde est nommé en l'honneur du compositeur germano-américain Kurt Weill (1900-1950).

## Compléments